# Besselfunktion
Inom matematiken är besselfunktionerna lösningarna till differentialekvationen
{\displaystyle {\frac {d^{2}u}{dx^{2}}}+{\frac {1}{x}}{\frac {du}{dx}}+\left(1-{\frac {\alpha ^{2}}{x^{2}}}\right)u=0}.
Denna ekvation uppkommer när man tittar på den radiella delen av Laplaces ekvation i cylindriska koordinater.

## Definition

Besselfunktioner av första slaget, J_{α}(x), för heltalsordningarna α = 0, 1, 2

Besselfunktionerna av första slaget definieras av:
{\displaystyle J_{\alpha }(x)=\sum _{m=0}^{\infty }{\frac {(-1)^{m}}{m!\Gamma (m+\alpha +1)}}{\left({\frac {x}{2}}\right)}^{2m+\alpha }}.
Om {\displaystyle n} är ett heltal kan Besselfunktionerna definieras som integralen
{\displaystyle J_{n}(x)={\frac {1}{2\pi }}\int _{0}^{2\pi }\cos(nt-x\sin t)dt}.
En integral för alla värden på α är
{\displaystyle J_{\alpha }(x)={\frac {1}{\pi }}\int _{0}^{\pi }\cos(\alpha \tau -x\sin \tau )\,d\tau -{\frac {\sin(\alpha \pi )}{\pi }}\int _{0}^{\infty }e^{-x\sinh(t)-\alpha t}\,dt.}

Besselfunktioner av det andra slaget, Y_{α}(x), för heltalsordningarna α = 0, 1, 2

Differentialekvationen har två linjärt oberoende lösningar och därför behövs även Besselfunktioner av andra slaget:
{\displaystyle Y_{\alpha }(x)={\frac {J_{\alpha }(x)\cos(\alpha \pi )-J_{-\alpha }(x)}{\sin(\alpha \pi )}}}.
{\displaystyle Y_{\alpha }(x)} är inte begränsad då {\displaystyle x\to 0}, vilket gör att man ofta kan bortse från denna lösning av fysikaliska skäl. För heltal n måste Besselfunkttionen av andra slaget definieras som gränsvärdet
{\displaystyle Y_{n}(x)=\lim _{\nu \to n}Y_{\nu }(x)}.
Gränsvärdet ges av uttrycket
{\displaystyle {\begin{aligned}Y_{n}(x)=\,&{\frac {2}{\pi }}\left(\gamma +\ln {\frac {x}{2}}\right)J_{n}(x)-{\frac {1}{\pi }}\sum _{k=0}^{n-1}{\frac {(n-k-1)!}{k!}}\left({\frac {x}{2}}\right)^{2k-n}\\&{}-{\frac {1}{\pi }}\sum _{k=0}^{\infty }(-1)^{k}{\frac {H_{k}+H_{k+n}}{k!(n+k)!}}\left({\frac {x}{2}}\right)^{2k+n}\end{aligned}}}
där {\displaystyle \gamma } är Eulers konstant och {\displaystyle H_{n}} är det n:te harmoniska talet.
En integralrepresentation för Re(x) > 0 är
{\displaystyle Y_{n}(x)={\frac {1}{\pi }}\int _{0}^{\pi }\sin(x\sin \theta -n\theta )\,d\theta -{\frac {1}{\pi }}\int _{0}^{\infty }\left[e^{nt}+(-1)^{n}e^{-nt}\right]e^{-x\sinh t}\,dt.}
- Wikimedia Commons har media som rör Drum vibration animations.

### Sfäriska Besselfuntioner
I samband med Laplaces ekvation i sfäriska koordinater uppkommer en liknande ekvation för den radiella delen:
{\displaystyle {\frac {d^{2}u}{dx^{2}}}+{\frac {2}{x}}{\frac {du}{dx}}+\left(1-{\frac {n(n+1)}{x^{2}}}\right)u=0.}
Denna har de sfäriska Besselfunktionerna som lösningar.
{\displaystyle j_{n}(x)={\sqrt {\frac {\pi }{2x}}}J_{n+1/2}(x),}
{\displaystyle y_{n}(x)={\sqrt {\frac {\pi }{2x}}}Y_{n+1/2}(x)=(-1)^{n+1}{\sqrt {\frac {\pi }{2x}}}J_{-n-1/2}(x).}
Se vidare Klotytefunktion.

### Hankelfunktioner
En annan viktig formulering av två linjärt oberoende lösningar på Bessels ekvation är Hankelfunktionerna
Hα(1)(x) och Hα(2)(x) som definieras som
{\displaystyle H_{\alpha }^{(1)}(x)=J_{\alpha }(x)+iY_{\alpha }(x)}
{\displaystyle H_{\alpha }^{(2)}(x)=J_{\alpha }(x)-iY_{\alpha }(x)}
där i är imaginära enheten. De är även kända som Besselfunktioner av tredje slaget. De är uppkallade efter Hermann Hankel.
Hankelfunktionerna kan uttryckas som
{\displaystyle H_{\alpha }^{(1)}(x)={\frac {J_{-\alpha }(x)-e^{-\alpha \pi i}J_{\alpha }(x)}{i\sin(\alpha \pi )}}}
{\displaystyle H_{\alpha }^{(2)}(x)={\frac {J_{-\alpha }(x)-e^{\alpha \pi i}J_{\alpha }(x)}{-i\sin(\alpha \pi )}}.}
Om α är ett heltal måste gränsvädet räknas. Oberoende om α är ett heltal eller inte gäller följande relationer:
{\displaystyle H_{-\alpha }^{(1)}(x)=e^{\alpha \pi i}H_{\alpha }^{(1)}(x)}
{\displaystyle H_{-\alpha }^{(2)}(x)=e^{-\alpha \pi i}H_{\alpha }^{(2)}(x).}

### Modifierade Besselfunktioner
Ett viktigt specialfall av Besselfunktionerna är set då argumentet är rent imaginärt. I det fallet kallas funktionerna för modifierade Besselfunktioner (eller ibland för hyperboliska Besselfunktioner) av första och andra slaget, och definieras som
{\displaystyle I_{\alpha }(x)=i^{-\alpha }J_{\alpha }(ix)=\sum _{m=0}^{\infty }{\frac {1}{m!\Gamma (m+\alpha +1)}}\left({\frac {x}{2}}\right)^{2m+\alpha }}
{\displaystyle K_{\alpha }(x)={\frac {\pi }{2}}{\frac {I_{-\alpha }(x)-I_{\alpha }(x)}{\sin(\alpha \pi )}}}
De är reellvärda för positiva reella argument x.
Om −π < arg(x) ≤ π/ är
{\displaystyle K_{\alpha }(x)={\frac {\pi }{2}}i^{\alpha +1}H_{\alpha }^{(1)}(ix)},
och om −π/2 < arg(x) ≤ π är
{\displaystyle K_{\alpha }(x)={\frac {\pi }{2}}(-i)^{\alpha +1}H_{\alpha }^{(2)}(-ix)}.
För −π < arg(z) ≤ π/2 är
{\displaystyle {\begin{aligned}J_{\alpha }(iz)&=e^{\frac {\alpha i\pi }{2}}I_{\alpha }(z)\\Y_{\alpha }(iz)&=e^{\frac {(\alpha +1)i\pi }{2}}I_{\alpha }(z)-{\frac {2}{\pi }}e^{-{\frac {\alpha i\pi }{2}}}K_{\alpha }(z)\end{aligned}}}
Iα(x) och Kα(x) är två linjärt oberoende lösningar av modifierade Besselekvationen
{\displaystyle x^{2}{\frac {d^{2}y}{dx^{2}}}+x{\frac {dy}{dx}}-(x^{2}+\alpha ^{2})y=0.}
Två integralformler för Re(x) > 0 är
{\displaystyle I_{\alpha }(x)={\frac {1}{\pi }}\int _{0}^{\pi }\exp(x\cos(\theta ))\cos(\alpha \theta )\,d\theta -{\frac {\sin(\alpha \pi )}{\pi }}\int _{0}^{\infty }\exp(-x\cosh t-\alpha t)\,dt}
{\displaystyle K_{\alpha }(x)=\int _{0}^{\infty }\exp(-x\cosh t)\cosh(\alpha t)\,dt.}
Modifierade Besselfunktionerna K1/3 and K2/3 kan skrivas som de snabbt konvergerande integralerna
{\displaystyle {\begin{aligned}K_{\frac {1}{3}}(\xi )&={\sqrt {3}}\,\int _{0}^{\infty }\,\exp \left[-\xi \left(1+{\frac {4x^{2}}{3}}\right){\sqrt {1+{\frac {x^{2}}{3}}}}\,\right]\,dx\\K_{\frac {2}{3}}(\xi )&={\frac {1}{\sqrt {3}}}\,\int _{0}^{\infty }\,{\frac {3+2x^{2}}{\sqrt {1+{\frac {x^{2}}{3}}}}}\exp \left[-\xi \left(1+{\frac {4x^{2}}{3}}\right){\sqrt {1+{\frac {x^{2}}{3}}}}\,\right]\,dx\end{aligned}}}
Modifierade Besselfunktionerna av andra slaget har även kallats för:
- Bassetfunktioner efter Alfred Barnard Basset
- Modifierade Besselfunktioner av tredje slaget
- Modifierade Hankelfunktioner
- Macdonaldfunktioner efter Hector Munro Macdonald
- Weberfunktionwe
- Neumannfunktioner

### Riccati-Besselfunktioner
Riccati-Besselfunktionerna definieras som
{\displaystyle S_{n}(x)=xj_{n}(x)={\sqrt {\frac {\pi x}{2}}}\,J_{n+{\frac {1}{2}}}(x)}
{\displaystyle C_{n}(x)=-xy_{n}(x)=-{\sqrt {\frac {\pi x}{2}}}\,Y_{n+{\frac {1}{2}}}(x)}
{\displaystyle \xi _{n}(x)=xh_{n}^{(1)}(x)={\sqrt {\frac {\pi x}{2}}}\,H_{n+{\frac {1}{2}}}^{(1)}(x)=S_{n}(x)-iC_{n}(x)}
{\displaystyle \zeta _{n}(x)=xh_{n}^{(2)}(x)={\sqrt {\frac {\pi x}{2}}}\,H_{n+{\frac {1}{2}}}^{(2)}(x)=S_{n}(x)+iC_{n}(x).}
De satisfierar differentialekvationen
{\displaystyle x^{2}{\frac {d^{2}y}{dx^{2}}}+[x^{2}-n(n+1)]y=0.}

## Multiplikationsteorem
Besselfunktionerna satisfierar multiplikationsteoremet
{\displaystyle \lambda ^{-\nu }J_{\nu }(\lambda z)=\sum _{n=0}^{\infty }{\frac {1}{n!}}\left({\frac {(1-\lambda ^{2})z}{2}}\right)^{n}J_{\nu +n}(z)}
där λ och ν är godtyckliga kompexa tal. Den analoga formeln för modifierade Besselfunktioner är
{\displaystyle \lambda ^{-\nu }I_{\nu }(\lambda z)=\sum _{n=0}^{\infty }{\frac {1}{n!}}\left({\frac {(\lambda ^{2}-1)z}{2}}\right)^{n}I_{\nu +n}(z)}
och
{\displaystyle \lambda ^{-\nu }K_{\nu }(\lambda z)=\sum _{n=0}^{\infty }{\frac {(-1)^{n}}{n!}}\left({\frac {(\lambda ^{2}-1)z}{2}}\right)^{n}K_{\nu +n}(z).}

## Egenskaper
Besselfunktionerna satisfierar de användbara rekursionerna
{\displaystyle J_{n+1}(x)={\frac {2n}{x}}J_{n}(x)-J_{n-1}(x)}
{\displaystyle J_{n}'(x)={\frac {1}{2}}(J_{n-1}(x)-J_{n+1}(x))}
{\displaystyle xJ_{n}'(x)=nJ_{n}(x)-xJ_{n+1}(x)\,}
{\displaystyle (x^{n}J_{n}(x))'=x^{n}J_{n-1}(x)\,}
{\displaystyle (x^{-n}J_{n}(x))'=-x^{-n}J_{n+1}(x)\,}.
För heltal α = n kan Jn  definieras via Laurentserien
{\displaystyle e^{({\frac {x}{2}})(t-1/t)}=\sum _{n=-\infty }^{\infty }J_{n}(x)t^{n}.\!}
Andra liknande relationer för heltal n är
{\displaystyle e^{iz\cos(\phi )}=\sum _{n=-\infty }^{\infty }i^{n}J_{n}(z)e^{in\phi },\!}
och
{\displaystyle e^{iz\sin(\phi )}=\sum _{n=-\infty }^{\infty }J_{n}(z)e^{in\phi }.\!}
För ν > −1/2 och z ∈ C kan Besselfunktionerna definieras som integralerna
{\displaystyle {\begin{aligned}J_{\nu }(z)&={\frac {({\frac {z}{2}})^{\nu }}{\Gamma (\nu +{\frac {1}{2}}){\sqrt {\pi }}}}\int _{-1}^{1}e^{izs}(1-s^{2})^{\nu -{\frac {1}{2}}}\,ds\\&={\frac {2}{{\left({\frac {z}{2}}\right)}^{\nu }\cdot {\sqrt {\pi }}\cdot \Gamma \left({\frac {1}{2}}-\nu \right)}}\int _{1}^{\infty }{\frac {\sin(zu)}{(u^{2}-1)^{\nu +{\frac {1}{2}}}}}\,du.\end{aligned}}}
Besselfunktionerna satisfierar ortogonalitetsrelationen
{\displaystyle \int _{0}^{\infty }J_{\alpha }(z)J_{\beta }(z){\frac {dz}{z}}={\frac {2}{\pi }}{\frac {\sin \left({\frac {\pi }{2}}(\alpha -\beta )\right)}{\alpha ^{2}-\beta ^{2}}}.}
En annan integral är
{\displaystyle \int _{0}^{\infty }e^{-at}J_{n}(bt)\mathrm {d} t={\frac {b^{n}}{{\sqrt {a^{2}+b^{2}}}({\sqrt {a^{2}+b^{2}}}+a)^{n}}}.}

## Relation till andra funktioner
Besselfunktionerna är relaterade till generaliserade hypergeometriska serier enligt
{\displaystyle J_{\alpha }(x)={\frac {({\frac {x}{2}})^{\alpha }}{\Gamma (\alpha +1)}}\;_{0}F_{1}(\alpha +1;-{\tfrac {x^{2}}{4}}).}
Besselfunktionerna är även relaterade till Laguerrepolynomen enligt
{\displaystyle {\frac {J_{\alpha }(x)}{\left({\frac {x}{2}}\right)^{\alpha }}}={\frac {e^{-t}}{\Gamma (\alpha +1)}}\sum _{k=0}^{\infty }{\frac {L_{k}^{(\alpha )}\left({\frac {x^{2}}{4t}}\right)}{k+\alpha  \choose k}}{\frac {t^{k}}{k!}}}
där t är ett godtyckligt tal.

## Identiteter
{\displaystyle K_{\frac {1}{2}}(z)={\sqrt {\frac {\pi }{2}}}\mathrm {e} ^{-z}z^{-{\tfrac {1}{2}}},\,z>0;}
{\displaystyle I_{-{\frac {1}{2}}}(z)={\sqrt {\frac {2}{\pi z}}}\cosh(z);}
{\displaystyle I_{\frac {1}{2}}\left(z\right)={\sqrt {\frac {2}{\pi z}}}\sinh(z);}
{\displaystyle I_{\nu }(z)=\sum _{k=0}{\frac {z^{k}}{k!}}J_{\nu +k}(z);}
{\displaystyle J_{\nu }(z)=\sum _{k=0}(-1)^{k}{\frac {z^{k}}{k!}}I_{\nu +k}(z);}
{\displaystyle I_{\nu }(\lambda z)=\lambda ^{\nu }\sum _{k=0}{\frac {\left((\lambda ^{2}-1){\frac {z}{2}}\right)^{k}}{k!}}I_{\nu +k}(z);}
{\displaystyle I_{\nu }(z_{1}+z_{2})=\sum _{k=-\infty }^{\infty }I_{\nu -k}(z_{1})I_{k}(z_{2})}
{\displaystyle J_{\nu }(z_{1}\pm z_{2})=\sum _{k=-\infty }^{\infty }J_{\nu \mp k}(z_{1})J_{k}(z_{2});}
{\displaystyle I_{\nu }(z)={\frac {z}{2\nu }}(I_{\nu -1}(z)-I_{\nu +1}(z));}
{\displaystyle J_{\nu }(z)={\frac {z}{2\nu }}(J_{\nu -1}(z)+J_{\nu +1}(z));}
{\displaystyle J_{\nu }'(z)={\frac {J_{\nu -1}(z)-J_{\nu +1}(z)}{2}}\quad (\nu \neq 0),\quad J_{0}'(z)=-J_{1}(z);}
{\displaystyle I_{\nu }'(z)={\frac {I_{\nu -1}(z)+I_{\nu +1}(z)}{2}},\quad I_{0}'(z)=I_{1}(z);}
{\displaystyle \left({\tfrac {1}{2}}z\right)^{\nu }=\Gamma (\nu )\cdot \sum _{k=0}I_{\nu +2k}(z)(\nu +2k){-\nu  \choose k}=\Gamma (\nu )\cdot \sum _{k=0}(-1)^{k}J_{\nu +2k}(z)(\nu +2k){-\nu  \choose k}}
{\displaystyle =\Gamma (\nu +1)\cdot \sum _{k=0}{\frac {1}{k!}}\left({\tfrac {1}{2}}z\right)^{k}J_{\nu +k}(z).}